# Roadie
Ein Roadie ist ein mitreisender Veranstaltungstechniker bei Tourneen von Musikern und Musikgruppen. Roadies sind für den Auf- und Abbau von Musikinstrumenten und Verstärkern sowie von PA- und Lichtanlagen zuständig. Auch der Auf- und Abbau von Bühnendekoration kann zu ihren Aufgaben gehören. Nach den Auftritten der Künstler verladen die Roadies das Material, meist mit der Unterstützung von vor Ort angeworbenen Hilfskräften (Stagehands), auf Lastkraftwagen, um es vor dem nächsten Auftritt an einem anderen Ort wieder zu entladen und dort erneut aufzubauen. Dann kann auch die Aufgabe des Lkw-Fahrers bzw. des Band-Chauffeurs hinzu kommen. Falls mehrere Roadies für die Erledigung dieser Aufgaben benötigt werden, wird deren Teamleiter als Roadmanager oder Tourmanager bezeichnet.
Der Begriff Roadie ist vom englischen Wort Road (Straße) abgeleitet. Er verdeutlicht, dass Roadies einen Großteil ihres Berufslebens auf Reisen verbringen. Sie reisen häufig den Künstlern voraus, um vor den Veranstaltungen rechtzeitig den Aufbau erledigen zu können. Viele Roadies übernachten auf Tourneen während der Fahrt in besonders eingerichteten Reisebussen, den Nightlinern.

## Berufsbild
Das Berufsbild des Roadies ist, ähnlich wie das des Cowboys, oft Gegenstand romantisierender Verklärung. Diese Idealisierung verstellt manchmal den Blick auf die Realität des Roadie-Lebens, das mit unregelmäßigen (jedoch überwiegend langen) Arbeitszeiten, körperlich teilweise extrem belastender Arbeit, ungesunder Ernährung und oft langer Trennung von Freunden und Familie verbunden ist. Früher wurde man Roadie, indem man vom Elektriker, Radio- und Fernsehtechniker oder anderen technischen (oder nicht-technischen) Berufen quer einstieg. Meist wurde aus Hobby Leidenschaft und später ein Beruf. In Deutschland wurde Ende der 1990er-Jahre der Ausbildungsberuf Fachkraft für Veranstaltungstechnik geschaffen. Somit wurde erstmals in Europa ein Standard für qualifiziertes Fachpersonal gebildet und das Berufsbild professionalisiert. Die Erweiterung dessen ist der Meister für Veranstaltungstechnik.

### Aufgabenbereiche und Abgrenzung zu anderen Begriffen
Dem verbreiteten Bild des Roadies entsprechen eher die sogenannten Stagehands. Dabei handelt es sich oft um ungelernte Arbeitskräfte, die nicht mit der Produktion auf Tournee gehen, sondern aus Kostengründen erst am jeweiligen Auftrittsort angeheuert werden. In einem Roadie nur einen Handlanger zu sehen, würde den vielfältigen Aufgaben, die er zu erfüllen hat, nicht gerecht werden. Vielmehr muss ein Roadie dazu in der Lage sein, sich in einer ganzen Reihe von Berufsbildern qualifiziert zurechtzufinden, beispielsweise Elektrotechnik, Statiker, Dekorateur, Musikinstrumentenbauer, Schreiner, Metallbauer und Spediteur. In der Regel gibt es aber für jedes Gewerk (Licht, Ton, Video, Pyrotechnik etc.) Spezialisten, die heutzutage eine entsprechende Ausbildung haben.

### Tätigkeitsformen
Als Backliner wird eine spezialisierte Form von Roadies bezeichnet. Diese mobilen Instrumententechniker sind für die Backline zuständig (alles, was sich direkt hinter den Künstlern auf der Bühne befindet) sowie für die Musikinstrumente und die direkt daran angeschlossenen Verstärker. Insbesondere auf mittleren und großen Festivals, die für den Aufbau der PA-Anlage mehrere Tage benötigen und diese dann allen auftretenden Künstlern zur Verfügung stellen, ist ein kompletter Tausch des gesamten Equipments in den Umbaupausen praktisch nicht realisierbar. Deshalb ist ein arbeitsteiliges Zusammenwirken von Road Crew (Backliner) und Stage Crew erforderlich, um den reibungslosen Ablauf des Konzertbetriebs zu gewährleisten. Damit vereinfacht sich auch der logistische Aufwand des reisenden Personals erheblich, so dass üblicherweise auf Tourneen neben dem Festivalbetrieb auch für Einzelkonzerte der PA-Service von lokalen Veranstaltern hinzugebucht wird.
Weitere Spezialisten unter den Roadies sind die Grounder (am Boden arbeitend) sowie die Rigger, die für die Arbeiten an den Gerüsten (Rigs) zuständig sind, an denen Lampen, Lautsprecher, Projektoren etc. befestigt sind.

## Rezeption
- Das Berufsbild ist Gegenstand in den Filmen Roadie mit Meat Loaf und Wayne’s World 2 von Mike Myers.
- On the Road Again: Erinnerungen eines Roadies ist ein fiktives satirisches Buch.
- Der Songtext des Musikstücks (We Are) The Road Crew der englischen Rock ’n’ Roll/Hard-Rock-Band Motörhead auf dem Album Ace of Spades (1980) wurde von Lemmy Kilmister als Hommage an die Roadies der Band geschrieben und beschreibt die Strapazen des Berufsalltags.
- Die Band Anthrax nimmt in ihrem Lied Friggin' in the Riggin’ ihre Roadies und deren Eigenheiten humorvoll aufs Korn.
- In Terry Pratchetts Scheibenwelt-Roman Rollende Steine tritt für die im Buch thematisierte Band ein Troll namens Asphalt auf – schon vom Namen her eine Anspielung auf seine Arbeit als Roadie.
- In dem Videospiel Brütal Legend spielt man einen Roadie mit Namen Eddie Riggs.
- Die amerikanische Band Tenacious D veröffentlichte 2012 mit dem Song Roadie eine Hommage an diesen Berufsstand.
- Im Song The Load-Out von 1977 zollt Jackson Browne seinen Roadies Tribut.
- Der Konzertfilm Metallica Through the Never handelt von den fiktiven Erlebnissen des Roadies Trip während eines Konzerts der Band

## Bekannte (Ex-)Roadies
Das öffentliche Interesse an Personen, die als Roadie arbeiten, ist naturgemäß eher gering. Daher geraten vor allem ehemalige Roadies in den Fokus der öffentlichen Aufmerksamkeit, die die Erfahrungen und Kontakte, die sie als Bühnenarbeiter sammelten, für eine eigene Musikkarriere nutzen konnten.
| - Ace Frehley - Joey DeMaio - Mal Evans - Lady Gaga - Noel Gallagher - Steve Hanley - Paul Hanley | - Lemmy Kilmister - Dave Mason - Freddie Mercury - Knarf Rellöm - Vom Ritchie - Steven Stapleton - Ian Stewart | - Thees Uhlmann - Bob Young - Olli Schulz - Tupac Amaru Shakur - Rolf Stahlhofen |